# Yuki Nishiya
Yuki Nishiya (西谷 優希 Nishiya Yuki?), född 5 oktober 1993 i Tochigi prefektur, är en japansk fotbollsspelare.
Nishiya började sin karriär 2017 i TuS Erndtebrück. 2018 flyttade han till Tochigi SC.